# Rivière Nicolet Sud-Ouest
Rivière Nicolet Sud-Ouest är ett vattendrag i Kanada.   Det ligger i provinsen Québec, i den sydöstra delen av landet, 250 km öster om huvudstaden Ottawa.
Trakten runt Rivière Nicolet Sud-Ouest består till största delen av jordbruksmark. Runt Rivière Nicolet Sud-Ouest är det glesbefolkat, med 9 invånare per kvadratkilometer.